# Ахалдаба (Ахметский муниципалитет)
Ахалдаба (груз. ახალდაბა) — село в Грузии. Находится в Ахметском муниципалитете края Кахетия. Расположено в 10 км к юго-востоку от города Ахмета и в 13 км к западу от Телави.
Население села — 11 человек (2014). Находится на высоте около 750 м. У села берёт начало река Хорхлис-Рике.
В советское время село Ахалдаба входило в Земо-Ходашенский сельсовет Ахметского района.